# Момент безрассудства
«Момент безрассудства» (англ. The Reckless Moment) — американский фильм-нуар, поставленный немецким режиссёром Максом Офюльсом в 1949 году по роману Элизабет Сэнкси Холдинг «Белая стена». Премьера состоялась 17 октября 1949 года.

## Сюжет
Домохозяйка Люсия Харпер ошибочно полагает, что её дочь Беа случайно убила своего бывшего любовника Дарби, и пытается скрыть это от огласки. Мартин Доннелли, имеющий связи с организованной преступностью, шантажирует Люсию, угрожая отнести переписку Беа и Дарби в полицию. Сложности начинаются, когда он влюбляется в Люсию и обнаруживает, что случилось на самом деле.

## В ролях
- Джеймс Мэйсон — Мартин Доннелли
- Джоан Беннетт — Люсия Харпер
- Джеральдин Брукс — Би Харпер
- Генри О’Нил — Том Харпер
- Шепперд Страдвик — Тед Дарби
- Дэвид Бэйр — Дэвид Харпер
- Рой Робертс — Нейджел